# Jacques Rossi

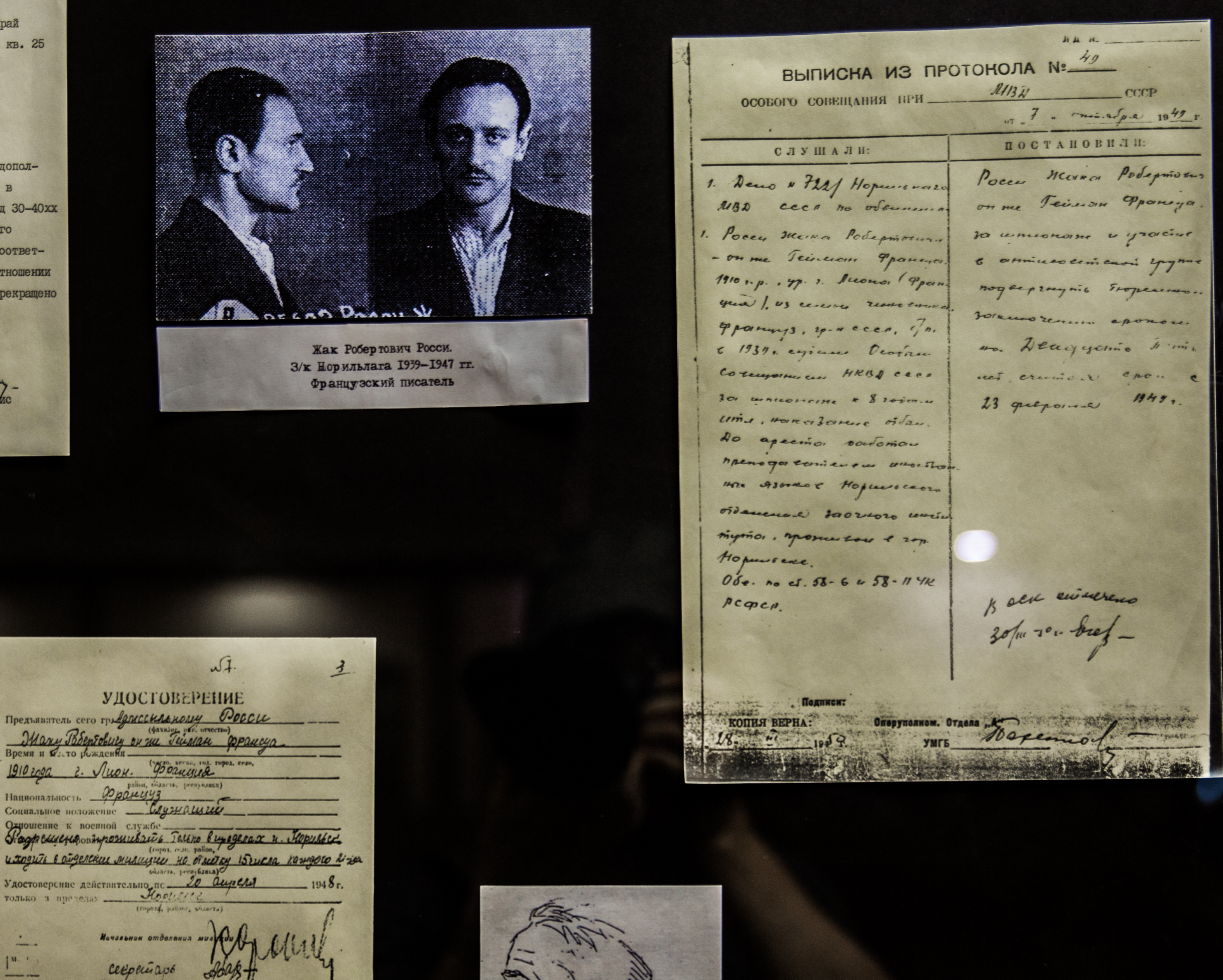
Foto und Dokumente von Jacques Rossi aus dem NorilLag (2016)

Jacques Rossi, eigentlich Franciszek Ksawery Heyman (* 10. Oktober 1909 in Breslau; † 30. Juni 2004 in Paris) war ein polnisch-französischer politischer Aktivist und Schriftsteller.

## Leben
Rossi verlor früh seine Eltern. Nach dem Tod seines Vaters heiratete die Mutter erneut. Rossis Stiefvater besaß einige Güter im Osten Polens, daher hatte der Junge die Möglichkeit einer guten Ausbildung. Außerdem wuchs er mehrsprachig auf, da der wirkliche Vater aus Italien und die Mutter aus dem Elsass stammte. Zudem lernte er noch Russisch und Chinesisch.
Während seiner Gymnasialzeit entdeckte er den Kommunismus, für den er sich fortan begeisterte. Mit seiner Bildung und seiner Vielsprachigkeit empfahl er sich dem Nachrichtendienst der Komintern und agierte vornehmlich in Frankreich, Deutschland und der Sowjetunion. 1937 wurde er als Chiffreur nach Spanien in den Bürgerkrieg geschickt, aber nach knapp zwei Wochen wieder nach Moskau beordert. Dort wurde er verhaftet und wegen Spionage für verschiedene europäische Länder angeklagt. Als politischer Gefangener wurde er anschließend im Besserungsarbeitslager NorilLag inhaftiert.
Nach fast zwanzig Jahren kam er 1956 frei und siedelte nach Frankreich über. Über seine Zeit in Gefangenschaft schrieb er mehrere Bücher, darunter auch seine lexikografische „Anleitung für den Gulag“. Das ursprünglich auf Russisch verfasste Werk (Справочник по ГУЛАГу) wurde ins Englische übersetzt (The Gulag Handbook) und dann wieder ins Russische übertragen. Es ist mittlerweile ein Standardwerk über die Geschichte, die Struktur und die Sprache des Gulag.

## Werke
- Jacques Rossi: The Gulag Handbook. A Historical Dictionary of Soviet Penitentiary Institutions and Terms Related to the Forced Labour Camps, With a Preface by Alain Besancon, Overseas Publications Interchange Ltd, London 1987
- Жак Росси: Справочник по ГУЛАГу. М.: Просвет, 1991, Ч. 1., 269 стр. (Преступление и наказание в мировой практике). Russische Übersetzung des oben genannten englischen Originals.